# Красные Поляны (Мордовия)
Красные Поляны — село в Ардатовском районе Мордовии. Входит в состав Октябрьского сельского поселения.

## География
Расположены на реке Мире, в 14 км от районного центра и 25 км от железнодорожной станции Ардатов.

## История
В название традиционный топоним (поляна) сочетается с символикой советского времени (красный), указывает на преобразования в селе после Октябрьской революции. В «Списке населённых мест Симбирской губернии» (1863) Красные Поляны (Тургеневские Полянки) — деревня владельческая из 29 дворов Алатырского уезда. Принадлежала роду Тургеневых, из которого вышел декабрист Н. И. Тургенев (см. Декабристы). В 1930-х гг. в селе было создано отделение совхоза, с 1997 — СХПК «Волна революции». В современном селе — начальная школа, клуб, библиотека, магазин, медпункт. Красные Поляны — родина скульптора Е. М. Шалаевой.

## Население
| 2001 | 2002 | 2010 |
| ---- | ---- | ---- |
| 105  | ↘94  | ↘54  |